# گرویسن
شهر گرویسندر ایالت تورینگن در کشور آلمان واقع شده‌است.